# Réserves de pétrole en Irak

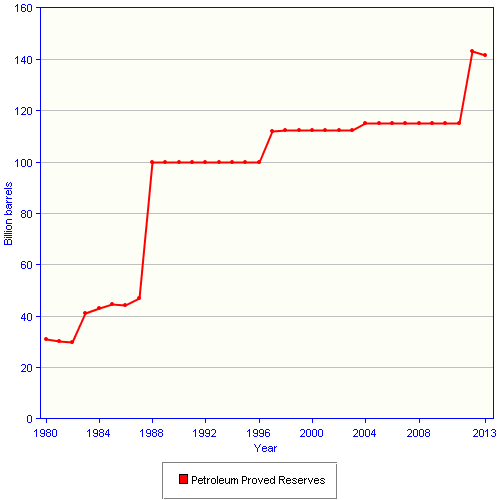
Réserves prouvées de pétrole en Irak (Energy Information Administration)

Les réserves de pétrole en Irak sont considérées comme les cinquièmes plus grandes réserves prouvées de pétrole au monde, avec 140 milliards de barils,.
À la suite de l'occupation militaire et des troubles civils, les statistiques officielles n'ont pas été officiellement révisées depuis 2001 et sont en grande partie basées sur des données sismiques bidimensionnelles d'il y a trois décennies. Les géologues et des consultants internationaux avaient estimé que les territoires inexplorés pouvaient contenir des réserves considérablement plus grandes.
Une idée de l'incertitude sur les réserves de pétrole de l'Irak est donnée par les estimations très différentes. Le département américain de l'Énergie estima en 2003 que l'Irak avait 112 milliards de barils (17,8 × 109 m3). L’United States Geological Survey estimait en 1995 les réserves prouvées à 78 Gb (12,4 × 109 m3). L’adjoint du ministre irakien du pétrole d'avant-guerre déclara que les réserves potentielles pourraient être de 300 Gb (48 × 109 m3). La source de l'incertitude est qu’en raison des décennies de guerre et de troubles, de nombreux puits de pétrole de l'Irak sont délabrés et n’ont pas été entretenus. Les réparations des puits et des installations pétrolières devraient rendre économiquement extractibles beaucoup plus de pétrole à partir des mêmes puits. L’Irak pourrait détenir les plus grands gisements de pétrole extractibles de l'ensemble du Moyen-Orient une fois que ces améliorations, et les remises à niveau des installations seront effectuées.
Après plus d'une décennie de sanctions et deux guerres du Golfe, l'infrastructure pétrolière de l'Irak a besoin d’une modernisation et d'investissements. Malgré un grand effort de reconstruction, l'industrie pétrolière irakienne n'a pas été en mesure d'atteindre les objectifs de production et d'exportation d'hydrocarbures. La Banque mondiale estime que pour maintenir la production actuelle nécessiterait l’investissement  supplémentaire d’un milliard de dollars par an. À long terme, les coûts de reconstruction en Irak pourraient atteindre 100 milliards de dollars ou plus, dont plus d'un tiers ira aux secteurs pétrolier, gazier et de l'électricité. Un autre défi pour le développement du secteur pétrolier irakien est lié au fait que les ressources ne sont pas uniformément réparties entre les lignes sectaires. Les ressources connues sont dans les zones chiites au sud et dans le nord kurde, avec peu de ressources dans la zone peuplée majoritairement de sunnites au centre.
En 2006, la production de pétrole de l'Irak atteignit en moyenne 2,0 millions de barils par jour (320 000 m3/j), alors qu’elle atteignait 2,6 Mb/j (410 000 m3/j) avant l'invasion de la coalition en 2003. Le ratio réserves sur production de l’Irak est de 158 ans.

## Attribution des contrats d'extraction de pétrole

### En 2009
Le 30 juin et 11 décembre 2009, le ministère irakien du Pétrole attribua des contrats à des compagnies pétrolières internationales pour de nombreux champs de pétrole en Irak. Les compagnies pétrolières gagnantes créèrent des coentreprises avec le ministère du Pétrole irakien, et les termes des contrats attribués comprennent l'extraction du pétrole pour un gain fixe de 1,40 $ par baril pour les compagnies pétrolières, le reste allant à l'Irak,. Les frais ne seront payés qu’une fois un seuil de production, fixé par le ministère irakien du pétrole, sera atteint.
Parmi les champs de pétrole attribués se trouvait le champ pétrolier « super-géant » de Majnoun, le champ de Halfaya, de champ de Qurna ouest et de Rumaila. Le champ de l’est de Bagdad, situé en partie sous Sadr City, ne reçu pas d’enchères et le ministère du pétrole irakien envisagea d’exploiter le champ lui-même. Le ministre du Pétrole Hussein Chahristani déclara à la télévision publique irakienne que la production croissante de pétrole « financerait des projets d'infrastructure à travers l'Irak, des écoles, des routes, des aéroports, des logements, des hôpitaux ». Les gisements de pétrole irakiens abritent des réserves connues de 43 milliards de barils de brut, ainsi que de grandes quantités de gaz naturel.